# Cheilosia victoria
Cheilosia victoria är en tvåvingeart som först beskrevs av Herve-bazin 1930.  Cheilosia victoria ingår i släktet örtblomflugor, och familjen blomflugor. Inga underarter finns listade i Catalogue of Life.